# Richmond Lewis
Richmond Lewis est une peintre américaine qui a travaillé brièvement comme coloriste de bande dessinée.

## Biographie
Richmond Lewis est née à Tokyo au Japon où elle passe ses premières années.
C'est sa mère passionnée d'art et de nombreuses visites de musées qui influe sur son choix d'études. Elle est diplômée de l'École de design de Rhode Island. Son art est fortement influencé par le milieu industriel déclinant. Elle expose de nombreuses huiles sur toile et des dessins à l'encre dans diverses galeries d'expositions dans les années 1980 et 1990.
Mariée à l'artiste de bande dessinée David Mazzucchelli, elle travaille un temps comme coloriste de comics. Ce petit travail à côté de sa carrière principale de peintre s'est produit principalement parce que son mari souhaitait lui faire découvrir son monde. Elle commence en 1987 en réalisant les couleurs de Batman : Année Un, dessiné par Mazzucchelli.
A la fin des années 1990, elle arrête tout. Testant et étudiant de nouvelles techniques, elle expose à nouveau à partir de 2006 en réalisant des œuvres à la peinture tempera à l’œuf.

### Vie privée
Elle vit à Hoboken dans le New Jersey et elle est mariée à l'artiste David Mazzucchelli.

## Publications de comics

### Éditrice
- Rubber Blanket n°1-3 (1991-1993, Rubber Blanket Press)

### Écrivain / artiste
- « If It Weren't For Men... » , dans Rubber Blanket n°1 (art de Richmond Lewis)
- « Beyond the Last Pier » dans Rubber Blanket n°1 (texte de David Mazzucchelli)

### Coloriste
- 1987 : Batman no 404-407 : « Batman : Year One » (DC Comics)
- 1987-1988 : The Shadow no 1-6 (DC)
- 1988 : The Prisoner no 3 (DC)
- 1988-1990 : Batman: Legends of the Dark Knight no 1-5 : « Shaman » (DC)
- 1991 : Teenage Mutant Ninja Turtles: The Secret of the Ooze – Official Movie Adaptation (Tundra Publishing)
- 1992 : Ironwolf : Fires of the Revolution, roman graphique (DC)
- 1992 : Turtle Soup no 3-4 (Mirage)
- 1995 : Detective Comics Annual no 8 (DC)